# Arthez-d'Armagnac
Arthez-d'Armagnac é uma comuna francesa na região administrativa da Nova Aquitânia, no departamento Landes. Estende-se por uma área de 11,63 km². Em 2010 a comuna tinha 111 habitantes (densidade: 9,5 hab./km²).